# Elbebrücke Bad Schandau
Die Elbebrücke Bad Schandau ist eine 292 m lange Straßenbrücke der Bundesstraße 172, die in der sächsischen Stadt Bad Schandau bei Stromkilometer 11,53 die Elbe überspannt. Das Bauwerk wurde 1977 flussaufwärts der Carolabrücke errichtet. Am 6. November 2024 wurde die Brücke wegen Zweifeln an einer ausreichenden Tragfähigkeit bis auf Weiteres durch das Landesamt für Straßenbau und Verkehr gesperrt. Am 10. April 2025 wurde das Bauwerk nach einem positiven Gutachten wieder eröffnet, zunächst für Verkehr mit maximal 7,5 Tonnen Gewicht.

## Geschichte

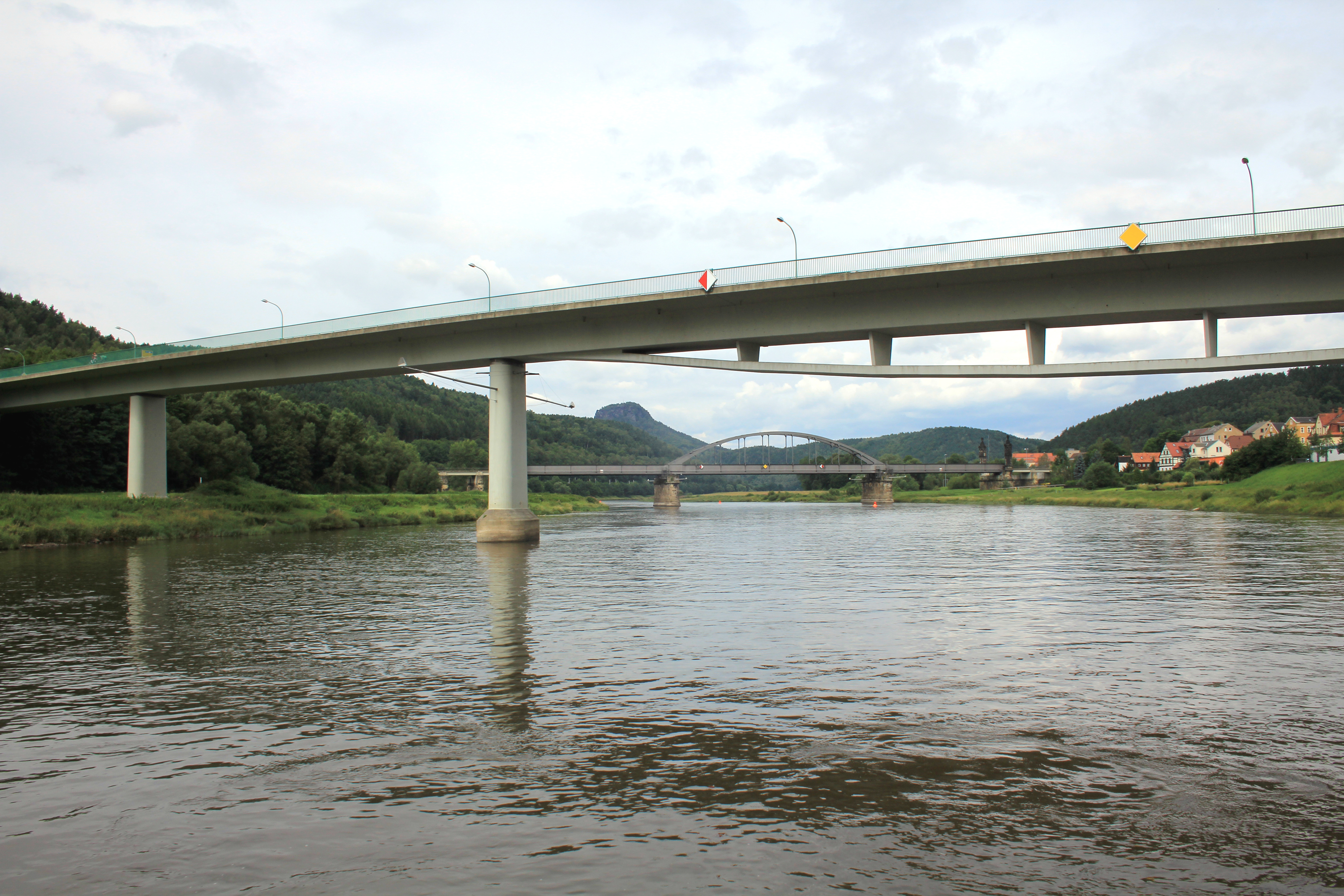
Die Elbebrücke Bad Schandau mit der Carolabrücke im Hintergrund

In Bad Schandau bestand seit 1877 mit der Carolabrücke eine feste Elbquerung. Die Carolabrücke war eine kombinierte Eisenbahn- und Straßenbrücke, deren Bauzustand Anfang der 1970er Jahre allerdings den steigenden Verkehrsbelastungen des Straßenverkehrs nicht mehr gewachsen war. Der Straßenverkehr konnte zuletzt nur als Richtungsverkehr mit Ampelregelung über die Brücke geführt werden.
Daher wurde etwa 300 Meter stromauf eine neue Brücke für den Straßen- und Fußgängerverkehr geplant. Die Planungen der Brücke übernahm analog zur Carolabrücke in Dresden das Projektierungsbüro Straßenwesen Dresden unter der Mitarbeit seines Brückenkonstrukteurs, des Ingenieurs Eckhart Thürmer. Der Bau erfolgte von 1975 bis 1977 in einer Bauzeit von 16 Monaten. In diesem Zusammenhang war auch eine Neutrassierung der nach Krippen führenden Straße (nach 1993 Staatsstraße S 169) notwendig, die teilweise in Form einer Hochstraße erfolgte. Nach der Fertigstellung der neuen Straßenbrücke über die Elbe folgte 1985 die Demontage der alten Straßenbrücke und in den folgenden Jahren der Austausch der Überbauten der Eisenbahnbrücke.
In den Jahren 2001 bis 2003 wurde eine umfangreiche Instandsetzung der Elbebrücke Bad Schandau durchgeführt.
Bis zur vorübergehenden Sperrung im November 2024 passierten durchschnittlich 6790 Fahrzeuge pro 24 Stunden die Brücke. Der Anteil von Kfz mit einem Gewicht von über 3,5 t betrug hierbei 3,3 %.

## Konstruktion
Die Straßenbrücke besitzt vier Öffnungen mit Stützweiten von 50,0 m am linkselbischen Ufer, 100 m über dem Strom und zweimal 59,0 m am rechtselbischen Ufer. Im Strombereich ist eine lichte Höhe von 6,53 m beim höchsten schiffbaren Wasserstand vorhanden.
Die Spannbetonkonstruktion hat als Bauwerkssystem in Querrichtung einen einzelligen Hohlkastenquerschnitt mit schrägen Stegen und einer konstanten Konstruktionshöhe von 2,70 m sowie einer Fahrbahnplattenbreite von 13,6 m.
Der Balken der Stromöffnung wird von einem vorgespannten parabelförmig angeordneten Betonband unterspannt. Das Unterspannband besitzt einen massiven Rechteckquerschnitt mit einer Breite von 3,04 m und einer Höhe von 0,6 m. Alle 10,5 m ist eine Abstützung der Unterspannung am Balken mit einer Betonscheibe von 25 cm Dicke vorhanden. Der lichte Abstand zum Brückenüberbau beträgt in Feldmitte maximal 3,28 m.
Das Zugband mit 84 Bündelspanngliedern ermöglicht einen größeren Abstand zwischen den Brückenpfeilern bei konstanter Konstruktionshöhe.
Das Bauwerk wurde in den Randbereichen mit einem Lehrgerüst hergestellt, bei der Stromöffnung kam der mit einem Hilfspylon abgespannte Freivorbau zur Anwendung.

## Sperrung

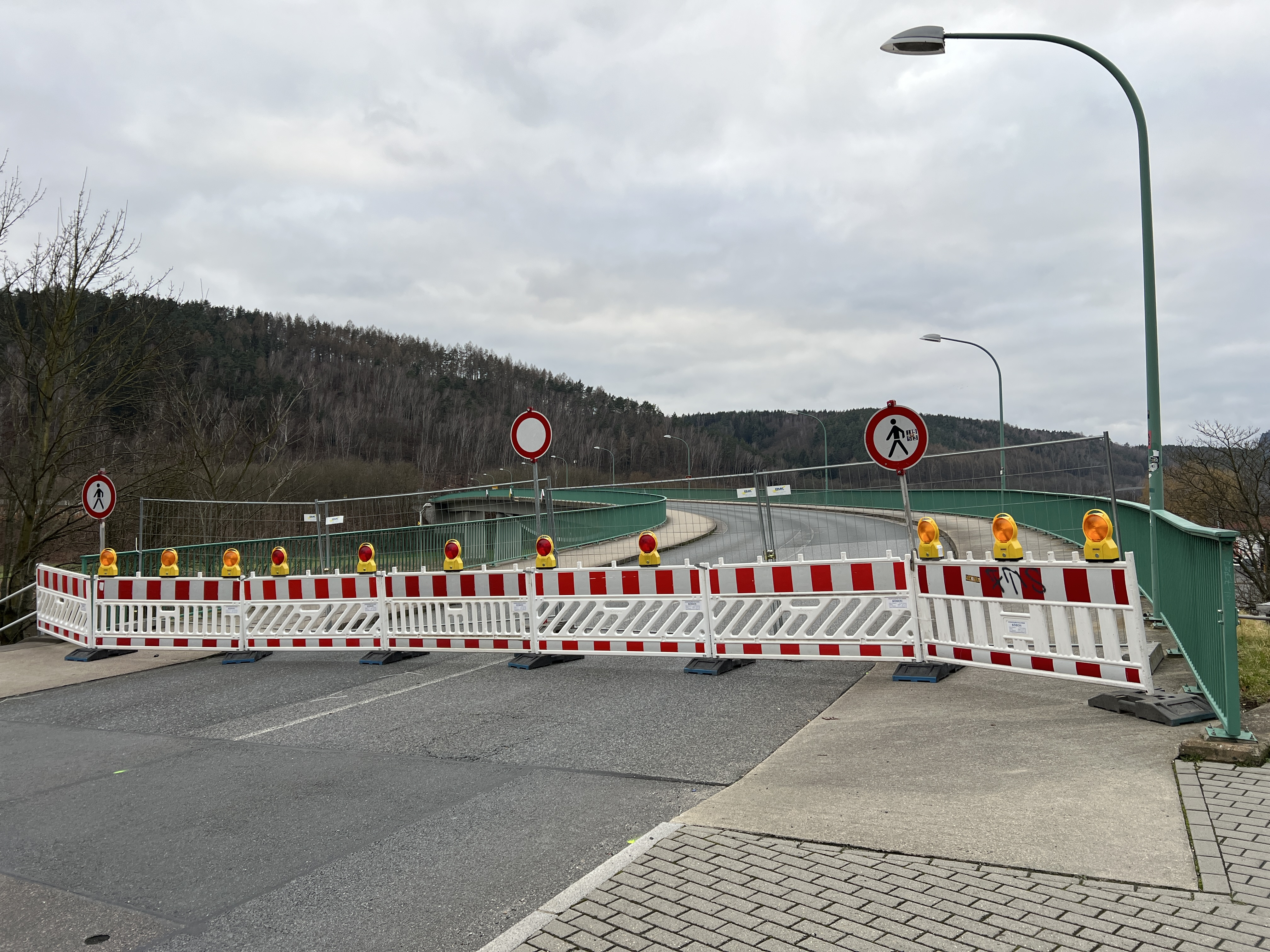
Gesperrte Brücke von Norden

Die letzte Brückenprüfung der Schandauer Elbebrücke aus dem Jahr 2023 ergab eine Bewertung von 2,5 (entspricht der Zustandsnote „ausreichender Zustand“ auf einer Skala von 1,0 („sehr guter Zustand“) bis 4,0 („ungenügender Zustand“)). Das am 6. November 2024 vorliegende Ergebnis einer Sonderprüfung vom 27. September 2024 unter dem Eindruck des Teil-Einsturzes der Carolabrücke in Dresden – bei beiden Bauwerken wurde der als anfällig für Korrosion und Spannungsrisse bekannte Hennigsdorfer Spannstahl verwendet – zeigte Längsrisse und austretendes Rostwasser im Zugband unter der Brücke auf, welche die Tragfähigkeit gefährden. Das Landesamt für Straßenbau und Verkehr ordnete die sofortige Sperrung ab dem 6. November 2024 vorerst bis Ende 2024 an. In dieser Zeit wurden erste Bauwerks- und Materialuntersuchungen sowie statische Berechnungen zum Nachweis der notwendigen Tragfähigkeit durchgeführt. Im Ergebnis wurde festgestellt, dass die Brücke nur ohne Verkehrsbelastung standsicher ist. Zur Bestimmung der statischen Veränderungen infolge von Temperaturschwankungen wurde ein automatisches Messsystem installiert. Da im Zuge der Untersuchungen auch Hinweise auf Betonkrebs gefunden wurden, muss die Brücke mittel- bis langfristig durch einen Neubau ersetzt werden. Davon betroffen ist auch die benachbarte Brücke der B 172 über die Trasse der Elbtalbahn. Seit Ende Januar 2025 ist ein Tachymeter, ein Vermessungsgerät installiert, dass Verformungskennwerte misst und bei Überschreitung von Grenzwerten eine Alarmierung absetzt.

### Auswirkungen
Die Sperrung der Brücke hat Auswirkungen auf den lokalen und regionalen Verkehr, da sich die nächsten Straßenbrücken erst in Pirna (20 km flussabwärts) und Děčín (25 km flussaufwärts) befinden. In Konsequenz wurde das öffentliche Verkehrsangebot angepasst: Ab dem 11. November 2024 sind die um ein zweites Schiff verstärkten Elbfähren für Personen kostenfrei. Sie verkehren im 15-Minuten-Rhythmus und gewähren so den Anschluss an die Züge am Bahnhof Bad Schandau auf dem anderen Elbufer. Die Einsatzpläne von Feuerwehr und Rettungsdienst sind auf zwei Einsatzgebiete angepasst, so dass beide Seiten der Elbe versorgt werden können.
Zudem war nach der Sperrung der Bad Schandauer Brücke der Schiffsverkehr auf der Elbe in dem Bereich untersagt und trennte den bereits durch den Einsturz der Carolabrücke in Dresden auch dort zeitweise unterbrochenen internationalen Wasserweg an einer weiteren Stelle.
Durch die Sperrung ist die zentrale Verkehrsachse der Sächsischen Schweiz, die Bundesstraße 172, durchtrennt, was massive Auswirkungen auf den Verkehr und damit auch auf die lokale Wirtschaft hat. Daher steigt der Druck, eine Ersatzbrücke für die Elbebrücke Bad Schandau zu realisieren. Zur Schaffung einer temporären Lösung laufen parallel Diskussionen mit verschiedenen Institutionen. Im Gespräch waren etwa eine Pontonbrücke der Bundeswehr, eine Autofähre oder ein Umbau der als Eisenbahnbrücke genutzten flussabwärts benachbarten Carolabrücke, die ursprünglich eine kombinierte Brücke für den Eisenbahn- und Straßenverkehr war. Letztere Variante wird derzeit weiter untersucht.

### Belastungstest

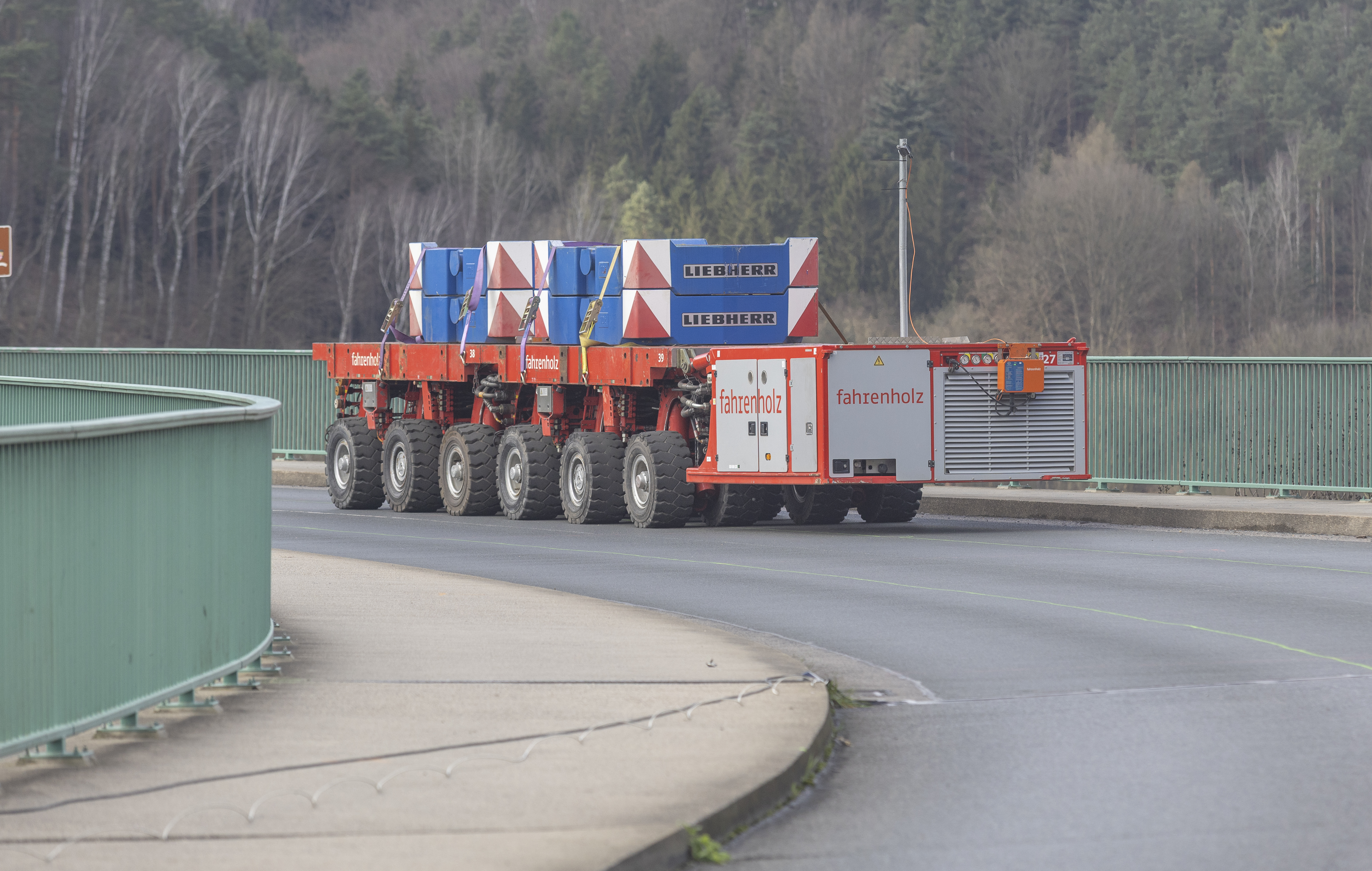
Belastungstest mit einem Self-Propelled Modular Transporter (SPMT) auf der Elbbrücke Bad Schandau

Am 1. April und 2. April 2025 fanden auf der Brücke unter Federführung des sächsischen Infrastrukturministerium und des Brückensachverständigen Steffen Marx vom Institut für Massivbau der TU Dresden ein zweitägiger Belastungstest statt, der etwa 300.000 EUR kosten sollte.
Dazu fuhr ein sechsachsiges, ferngesteuertes Schwerlastmodul mit einem Eigengewicht von 30 Tonnen, welches schrittweise mit bis zu fünf Zusatzgewichten von je 10 Tonnen Masse beladen wurde, über die Brücke. Danach wurden weitere Gewichte auf der Brücke verteilt, um die Verkehrslast zu simulieren. Das mit Messtechnik ausgestattete Bauwerk wurde mit maximal 320 Tonnen belastet. Dieses Verfahren sei „die einzige Möglichkeit, die verbleibende Tragfähigkeit der Brücke schnell und sicher zu bestimmen“, erklärte Marx.

### Freigabe
Aufgrund des positiven Versuchsergebnisse und prüfenden Berechnungen wurde die Elbebrücke Bad Schandau am 10. April 2025 für den Verkehr bis 7,5 Tonnen Gewicht für beide Fahrtrichtungen freigegeben. Für den Radverkehr blieb die Brücke zunächst gesperrt, wurde jedoch nach geäußerter Kritik daran Tage später auch dafür freigegeben.
Bad Schandaus Bürgermeister Thomas Kunack zeigte sich erfreut über die kommende Freigabe, „für Ostern nimmt das einen erheblichen Druck aus der Region.“ Der Schiffsverkehr auf der Elbe läuft an der zeitweise gesperrten Stelle mittlerweile wieder normal. Die Freigabe gilt für fünf Jahre.
Die Planungen für einen Ersatzneubau und die Behelfsbrücke, die den Verkehr während der Bauzeit des Neubaus aufnehmen soll, laufen weiter.